# Lupakki
Lupakki feltehetően Kargamis ura volt, de személye teljesen bizonytalan. I. Szuppiluliumasz idejéből ismert egy Lupakki nevű hettita hadvezér, aki Amkában vezetett hadjáratokat. Később tíz sereg parancsnoka Telipinusz halapi király kíséretében. Szuppiluliumasz harmadik szíriai hadjáratában újra Amkában portyázott, és foglyok ejtéséről, állatok zsákmányolásáról tudunk. Ez volt Kargamis elfoglalásának és valószínűleg Tutanhamon halálának éve. Ehnaton Azirunak írt levele, az EA#170 is említi Lupakki foglalásait. Ha ez a Lupakki azonos a III. Tudhalijasz által említett Lupakkival, akkor ő lehetett Kargamis első kormányzója, még Pijaszilisz előtt. Ellenkező esetben III. Tudhalijaszt túl hosszú idő választja el Tutanhamon halála évétől ahhoz, hogy a két Lupakki azonos legyen.
A CTH#196 III. Tudhalijasz idejéből fennmaradt levél, amely Lupakki kargamisi királynak szól. Ha ez a levél egykorú, akkor Lupakki körülbelül I. Tukulti-Ninurta asszír király és III. Níkmaddu ugariti király kortársa. Ez esetben viszont nem illik bele a Pijasziliszt követő kargamisi uralkodók sorába, hacsak nem Szarhurunuvasz egyébként ismeretlen fia, vagy ideiglenesen kinevezett kormányzó. Ebben az esetben is kérdéses (a rokonság tisztázatlansága miatt), hogy Szarhurunuvasz és I. Ini-Teszub, Ini-Teszub és Talmi-Teszub vagy Talmi-Teszub és Kuzi-Teszub közé kellene-e helyezni.